# 穆皇后呉氏
穆皇后（ぼくこうごう）は、三国時代の蜀の先主劉備の皇后。穆は諡で、姓は呉、諱は莧。兗州陳留郡の人。族父は呉匡。兄は呉懿。従孫は呉喬（呉懿の孫）。

## 生涯
幼いころに父を失った。亡父と旧交のあった劉焉の入蜀時に、母や兄そして族弟の呉班一家と共に益州へ移住した。その後、間もなく人相見が呉氏を見て「大変高貴な身分に昇るだろう」と言った。それを聞いた劉焉はかねてから野望を持っていたため、自分の三男劉瑁の妻に迎えた。しかし、瑁が早世したため未亡人となった。
建安19年（214年）、劉備が劉焉の子劉璋を降し、成都へ入城した。その際、群臣が呉氏を娶るよう劉備に勧めたという。劉備は『同姓娶らず』という「礼教の規定に反する」と言いためらいを見せたが、法正の説得により夫人に立てた。
建安24年（219年）、劉備が漢中王を名乗ると、漢中王后に立てられた。
章武元年（221年）、劉備が即位すると皇后になり、建興元年（223年）、劉備が死去し劉禅が即位すると、皇太后になった。
建興12年（234年）正月、胡氏（劉琰の妻）が呉氏に年賀のため参内した。呉氏は胡氏を1か月間宮中に留め置くよう命じた後に退出させた。しかし、耄碌していた劉琰は胡氏が劉禅と浮気をしたと思い、胡氏に対し暴行を加え離縁してしまった。胡氏がこのことを訴え出ると、劉琰は逮捕投獄された揚句に公開処刑された。
延熙8年（245年）8月に死去し、劉備の恵陵へ合葬された。
小説『三国志演義』では、劉永・劉理の実母という設定になっている。